# Ringsegård
Ringsegård is een plaats in de gemeente Falkenberg in het landschap Halland en de provincie Hallands län. De plaats heeft 383 inwoners (2005) en een oppervlakte van 42 hectare. Ringsegård ligt praktisch aan zee en vlak bij een natuurgebied dat grenst aan het strand bij Grimsholmen.
Het strand is zelfs daar toegankelijk voor auto's die er op het zand kunnen parkeren.
Er liggen geen duinen, maar omdat het verschil tussen eb en vloed maar gering is levert dit in de praktijk geen problemen is. Ringsegård is wat glooiend gelegen en daardoor hebben de huizen naar het westen een mooi uitzicht over de zee.